# 丰顺角蟾
丰顺角蟾（学名：Boulenophrys fengshunensis），一种于中华人民共和国广东省梅州市丰顺县铜鼓嶂山地区发现的两栖动物，隶属于角蟾科布角蟾属。